# F-105 Thunderchief
Republic F-105 Thunderchief a fost un avion supersonic de vânătoare-bombardament folosit de Statele Unite ale Americii. Capabil de a atinge viteza Mach 2, F-105 a fost folosit în majoritatea misiunilor de bombardament desfășurate în primii ani ai Războiului din Vietnam. F-105 a reușit contraperformanța de a fi singurul avion militar american retras din acțiune din cauza pierderilor mari. Proiectat inițial ca un avion monoloc capabil de a transporta armament nuclear, F-105 a fost adaptat ulterior pentru a servi ca avion Wild Weasel biloc în misiuni de suprimare a apărării antiaeriene inamice. Avionul era poreclit de echipaje Thud.
F-105 a fost succesorul modelului F-100 capabil de Mach 1. Deși era înarmat în mod similar cu rachete și un tun de bord, F-105 a fost proiectat special pentru misiuni de penetrare a spațiului aerian la viteze mari și altitudine joasă cu o bombă nucleară în interiorul avionului. Primul zbor a avut loc în anul 1955, iar în anul 1958 avionnul a fost introdus în dotare. F-105 putea transporta mai multe bombe decât bombardierele strategice mari din timpul celui de-al Doilea Război Mondial, precum B-17 Flying Fortress sau B-24 Liberator. F-105 a fost printre principalele avioane de bombardament americane din Războiul din Vietnam, fiind folosit în peste 20.000 de misiuni. 382 de avioane au fost pierdute (aproape jumătate din producția totală), 62 dintre acestea în accidente. Deși era mai puțin agil decât avioanele de vânătoare MiG, F-105 a reușit 27,5 victorii aeriene.
În timpul războiului, varianta monoloc F-105D era folosită pentru bombardament. Variantele Wild Weasel biloc F-105F și F-105G au devenit primele avioane specializate în misiuni de tip suprimare a apărării antiaeriene inamice, fiind folosite împotriva rachetelor sol-aer sovietice S-75 Dvina (cod NATO: SA-2 Guideline). Doi piloți au primit Medalia de Onoare după misiuni de atac împotriva rachetelor sol-aer nord-vietnameze. Avioanele Wild Weasel erau vârf de lance în timpul misiunilor de atac, deschizând calea avioanelor de bombardament; concomitent, erau ultimele avioane care părăseau locul acțiunii.
F-105 a fost cel mai mare avion de luptă monoloc, monomotor din istorie. Avea o greutate de aproximativ 23 de tone. La nivelul mării, putea depăși viteza sunetului, iar la altitudini mari viteza de Mach 2. Avionul putea transporta până la 6,4 tone de armament. Thunderchief a fost înlocuit în Vietnam de avioanele F-4 Phantom II și F-111 Aardvark. Variantele Wild Weasel au fost păstrate în uz până în 1984, fiind înlocuite de o varianta F-4G a avionului Phantom II.